# Championnat d'Irlande de football 1897-1898
Navigation
Édition précédente Édition suivante
Le huitième championnat d'Irlande de football se déroule en 1897-1898. Le championnat regroupe 6 clubs irlandais. Aucune relégation et aucune promotion n’est organisée. 
Linfield FC remporte pour la cinquième fois le championnat trois ans après son dernier titre. 
Le club réalise cette année-là le doublé en remportant la coupe.

## Les 6 clubs participants
- Belfast Celtic
- Cliftonville FC
- Distillery FC
- Glentoran FC
- Linfield FC
- North Staffordshire

## Classement
| Rang | Équipe              | Pts | J  | G | N | P | Bp | Bc | Diff |
| ---- | ------------------- | --- | -- | - | - | - | -- | -- | ---- |
| 1    | Linfield FC         | 17  | 10 | 8 | 1 | 1 | 22 | 10 | +12  |
| 2    | Cliftonville FC     | 13  | 10 | 6 | 1 | 3 | 23 | 17 | +6   |
| 3    | Glentoran FC        | 13  | 10 | 6 | 1 | 3 | 31 | 12 | +19  |
| 4    | Belfast Celtic      | 7   | 10 | 3 | 1 | 6 | 15 | 19 | -4   |
| 5    | Distillery FC       | 5   | 10 | 2 | 1 | 7 | 13 | 28 | -15  |
| 6    | North Staffordshire | 5   | 10 | 1 | 2 | 7 | 17 | 31 | -14  |

|  | Champion d'Irlande |
|  | Relégation         |

## Bilan de la saison
| Tableau d'Honneur                 |             |
| Compétition                       | Vainqueur   |
| Championnat d'Irlande de football | Linfield FC |
| Coupe d'Irlande de football       | Linfield FC |

| Promotions et relégations |       |
| Relégués                  | Aucun |
| Promus                    | Aucun |